# Parc Nacional de Björnlandet
El Parc Nacional de Björnlandet (en suec: Björnlandet nationalpark) és una àrea protegida en el nord de Suècia. Va ser creat el 1991 i cobreix una àrea d'11 km².
Es troba a Lapònia sud, prop del petit poble (llogaret) Fredrika, en el municipi d'Asele, en el Comtat de Västerbotten.
La zona boscosa és interessant a causa de la seva gran selva verge i una geografia que es caracteritza per barrancs i precipicis. La fauna és escassa, a causa de la duresa del clima i el medi ambient.